# Октябрьский (Кинельский район)
Октя́брьский — посёлок в Кинельском районе Самарской области. Входит в состав сельского поселения Бобровка.

## История
Бывший военный городок при аэродроме «Бобровка».

## Население
| 2010 |
| ---- |
| 1214 |

## Инфраструктура
СП д/с «Радуга»
ГБОУ СОШ Пос. Октябрьский, находится по ул. Школьная,1
Военно-спортивный «Авиатор» на базе Самарского областного аэроклуба, подведомственного Министерству образования и науки Самарской области.

## Транспорт
Подъезд к проходящей в примерно в 1 км к западу автодороге регионального и межмуниципального значения 36К-238 Кинель — Богатое — Борское.